# Tatarienkowa (obwód kurski)
Tatarienkowa (ros. Татаренкова) – wieś (ros. деревня, trb. dieriewnia) w zachodniej Rosji, w sielsowiecie niżniemiedwiedickim rejonu kurskiego w obwodzie kurskim.

## Geografia
Miejscowość położona jest 5 km od centrum administracyjnego sielsowietu (Wierchniaja Miedwiedica), u północnej granicy miasta Kursk, przy drodze magistralnej (federalnego znaczenia) M2 «Krym» (część trasy europejskiej E105).
We wsi znajdują się ulice: 1-j Swiridowskij pierieułok, 1-j Zielonyj, 2-j Swiridowskij pierieułok, 2-j Zielonyj, 3-j Zielonyj, 4-j Zielonyj, Admirała Nachimowa, Admirała Uszakowa, Bieriozowaja, Borodina, Centralnaja, Dmitrija Żurawskogo, Gruszewaja, Iwana Babanina, Iwana Nikitina, Jabłoniewaja, Junosti, Lesnaja, Nowosiołow, Oziernaja, Projezżaja, Prochładnaja, Sadowaja, Sliwowaja, Sołowjinaja, Swiridowa, Swiridowskij pierieułok, Szelechowa, Tienistaja, Topolinaja, Trudowaja, Uniwiersitietskaja, Wiszniowaja i Zielonaja (231 posesji).
Klimat
Miejscowość, jak i cały rejon, znajduje się w strefie klimatu kontynentalnego z łagodnym ciepłym latem i równomiernie rozłożonymi opadami rocznymi (Dfb w klasyfikacji klimatów Köppena).

## Demografia
W 2010 r. wieś zamieszkiwały 492 osoby.